# Тео Льофевр
Теодор Жозеф Алберик Мари Льофевр (на нидерландски: Théodore Joseph Albéric Marie Lefèvre) е белгийски политик от Християнската народна партия.
Роден е на 17 януари 1914 година в Гент в семейството на адвокат. Завършва право в Гентския университет и от 1937 година работи като адвокат в града. От ранна възраст се включва в различни християндемократически организации, през Втората световна война участва в Съпротивата. От 1946 година е депутат, а през 1950 – 1961 година оглавява Християнската народна партия, заемайки различни министерски постове. През 1961 – 1965 година е министър-председател начело на коалиция със социалистите.
Тео Льофевр умира на 18 септември 1973 година в Синт Ламбрехтс - Волюве.